# طراحی خودرو

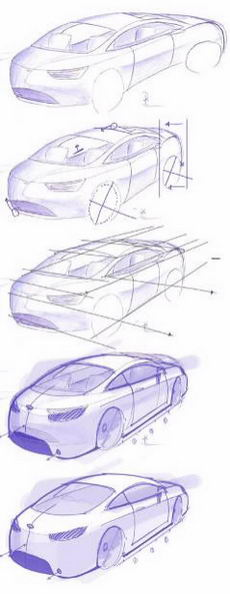

طراحی خودرو یک حرفه در رابطه با طراحی ظاهر و ارگونومی خودروها و موتورسیکلت است. طراحی خودرو را معمولاً افرادی باسابقه فعالیت هنری و مدرک طراحی صنعتی انجام می‌دهند.